# ウィンストン・アブレイユ
ウィンストン・レオナルド・アブレイユ・ソレール（Winston Leonardo Abreu Soler, 1977年4月5日 - ）は、ドミニカ共和国サンチェス・ラミレス州コツイ出身の元プロ野球選手（投手）。右投右打。

## 経歴

### プロ入りとマイナーリーグ時代
1993年7月2日、当時16歳でアトランタ・ブレーブスと契約。
1994年からはマイナーリーグで主に先発投手として試合に出場し、1996年までの3年間で38試合に登板するも、1997年は右肘靭帯のトミー・ジョン手術を受けたため、全休した。
1998年に復帰し、1999年はA級とA+級合計で10勝をマーク。2000年は初めてAA級やAAA級に昇格したものの、シーズンの大半はA級でのプレーであった。またこの頃からリリーフとしての登板が中心になった。
2001年は、傘下AA級グリーンビル・ブレーブスで34試合に登板して、9月までに3勝5敗、防御率4.64という結果に終わった。9月6日にルディ・シアネスとのトレードでサンディエゴ・パドレスへと移籍。パドレス傘下での登板機会はなかった。
2002年3月19日にトレードでシカゴ・カブスへと移籍した。傘下AA級ウェストテン・ダイヤモンドジャックスで11試合に登板して、1勝0敗、防御率7.20の成績に終わり、4月30日に自由契約となった。5月9日にカンザスシティ・ロイヤルズと契約した。傘下AA級ウィチタ・ラングラーズで23試合に登板して、3勝0敗2セーブ、防御率3.32の成績を残した。オフの10月15日にFAとなった。11月22日にニューヨーク・ヤンキースと契約した。
2003年は、ヤンキースのスプリングトレーニングに参加したが、3月21日に自由契約となり、この年はいずれの球団にも所属せず浪人することになった。
2004年は、1月12日にロサンゼルス・ドジャースと契約して球界復帰を果たしたが、6月10日に自由契約となった。6月14日にアリゾナ・ダイヤモンドバックスと契約。この年は両球団のAAA級を中心に45試合に登板し、3勝3敗3セーブ、防御率6.31の成績を残した。
2005年は、AAA級ツーソン・サイドワインダーズで開幕を迎え、27試合に登板して、2勝3敗2セーブ、6.48の成績を残した。6月12日にメキシカンリーグのオアハカ・ウォーリアーズにレンタル移籍し、ストッパーとして18試合に登板、4勝0敗10セーブ、防御率1.35という好成績を残した。

### オリオールズ時代
2005年12月20日にボルチモア・オリオールズと契約。
2006年は、AAA級オタワ・リンクスで自己最高の数字を残し、8月1日に遂にメジャー初昇格を果たした。そして8月6日のニューヨーク・ヤンキース戦の9回にメジャー初登板。この時点で29歳、マイナーでの通算登板数は294試合にも上っていた。初めての対戦打者はアレックス・ロドリゲスで、見逃し三振に打ち取った。この年は最初の4試合で6.1回を無失点に抑えるなど力投していたが、その後の3登板で10失点（自責点9）を喫するなど、シーズンでは防御率10.13に終わった。オフの10月16日にFAとなった。

### ナショナルズ時代
2007年3月8日にワシントン・ナショナルズとマイナー契約を結んだ。5月8日にメジャーでのシーズン初登板し、最初の11試合に投げた時点では防御率2.31を記録していたが、5月の終盤から6月にかけて調子を崩し、マイナーへと降格。その後、ロースターの拡大に伴って9月にメジャーに復帰し、7試合に登板。シーズンでは前年を大幅に上回る26試合に登板した。また、この年はAAA級でも37試合で防御率1.20、WHIP0.84と好投した。オフの10月11日にFAとなった。

### ロッテ時代
2007年12月23日に千葉ロッテマリーンズと年俸4600万円（推定）の1年契約を結んだ。
2008年はシーズン序盤こそ一軍に定着し中継ぎである程度活躍したものの、5月に右肘痛により戦線離脱。6月6日に右肘の骨片除去手術を受けると、それ以降は一軍、二軍ともにマウンドにあがることができず、不本意な結果となってしまった。その後、12月2日に自由契約公示された。なお、千葉マリンスタジアムでの登板時テーマ曲はジェロの「海雪」であった。

### ロッテ退団後
2009年2月6日、タンパベイ・レイズにマイナー契約で入団し、6月14日のコロラド・ロッキーズ戦でおよそ2年ぶりにメジャーのマウンドに立つが、レイズでは2試合に投げただけで6月27日にDFAとなり、7月2日にクリーブランド・インディアンスに移籍した。ところがインディアンスでも3試合に投げただけで8月1日にDFAとなり、その5日後の8月6日（前の契約から半年後）にレイズと契約。短期間で古巣に復帰することになった。結局その後メジャーで投げる機会はなく、シーズンでは5試合登板に終わったが、AAA級ダーラム・ブルズでは、37試合に登板して3勝1敗15セーブ、防御率1.94、WHIP0.77と安定した働きを見せていたこともあり、シーズン終了後にレイズと契約を延長した。
2010年はAAA級ダーラムで51試合に登板して0勝4敗23セーブ、防御率2.28、WHIP1.01を記録して、2年続けて結果を残したものの、メジャーでの登板機会には恵まれず、オフの11月6日にFAとなった。
2010年11月29日にトロント・ブルージェイズとマイナー契約を結び、2011年のブルージェイズのスプリング・トレーニングに参加することになった。開幕はAAA級ラスベガス・フィフティワンズで迎え、この年のメジャー昇格はなかった。
2012年はメキシカンリーグのメキシコシティ・レッドデビルズと契約。ストッパーとして45試合に登板し、4勝1敗15セーブ、防御率3.83を記録した。
2013年、メキシカンリーグのシウダーデルカルメン・ドルフィンズとベラクルス・レッドイーグルスでプレーしていたが、5月7日にアトランティックリーグのブリッジポート・ブルーフィッシュと契約した。ブリッジポートでは54試合に登板して、2勝0敗12セーブ、防御率1.47の好成績を記録。
2014年もブリッジポート・ブルーフィッシュでプレー。54試合に登板して、3勝7敗17セーブ、防御率4.85という成績だった。
2015年はアメリカン・アソシエーションのジョプリン・ブラスターズと契約。オフはドミニカ共和国のウィンターリーグでプレー。
2016年もジョプリン・ブラスターズでプレーしていたが、6月24日にメキシカンリーグのメキシコシティ・レッドデビルズと契約。8月20日にアメリカン・アソシエーションのウィニペグ・ゴールドアイズと契約。
2017年4月20日にアメリカン・アソシエーションのクリバーン・レイルローダーズと契約。10月30日に自由契約となった。
2019年1月15日にカンザスシティ・ロイヤルズとマイナー契約を結んだ。登板機会なく、オフの11月4日にFAとなった。
2020年1月10日にロイヤルズとマイナー契約で再契約したが、新型コロナウイルス感染症の影響でマイナーリーグが開催中止となったため、プレーすることなく11月2日に自由契約となった。この年限りで現役を引退した。

### 現役引退後
2021年より、独立リーグ・パイオニアリーグのビリングス・マスタングスの投手コーチに就任した。

## その他
最速150km/hオーバーのストレートが最大の武器で投球の大半を占める。変化球は、スライダー・チェンジアップを投げる。
高校時代にはボクシングの経験もある。

## 詳細情報

### 年度別投手成績
| 年 度    | 球 団    | 登 板 | 先 発 | 完 投 | 完 封 | 無 四 球 | 勝 利 | 敗 戦 | セ 丨 ブ | ホ 丨 ル ド | 勝 率 | 打 者 | 投 球 回 | 被 安 打 | 被 本 塁 打 | 与 四 球 | 敬 遠 | 与 死 球 | 奪 三 振 | 暴 投 | ボ 丨 ク | 失 点 | 自 責 点 | 防 御 率 | W H I P |
| -------- | -------- | ----- | ----- | ----- | ----- | -------- | ----- | ----- | -------- | ----------- | ----- | ----- | -------- | -------- | ----------- | -------- | ----- | -------- | -------- | ----- | -------- | ----- | -------- | -------- | ------- |
| 2006     | BAL      | 7     | 0     | 0     | 0     | 0        | 0     | 0     | 0        | 0           | ----  | 42    | 8.0      | 10       | 1           | 6        | 1     | 1        | 6        | 0     | 0        | 10    | 9        | 10.13    | 2.00    |
| 2007     | WSH      | 26    | 0     | 0     | 0     | 0        | 0     | 1     | 0        | 4           | .000  | 133   | 30.1     | 37       | 7           | 9        | 1     | 0        | 26       | 2     | 1        | 21    | 20       | 5.93     | 1.52    |
| 2008     | ロッテ   | 20    | 0     | 0     | 0     | 0        | 1     | 2     | 0        | 6           | .333  | 94    | 21.2     | 23       | 2           | 8        | 0     | 0        | 24       | 0     | 0        | 9     | 8        | 3.32     | 1.43    |
| 2009     | TB       | 2     | 0     | 0     | 0     | 0        | 0     | 0     | 0        | 0           | ----  | 15    | 3.2      | 3        | 0           | 2        | 0     | 0        | 3        | 0     | 0        | 1     | 1        | 2.45     | 1.36    |
| 2009     | CLE      | 3     | 0     | 0     | 0     | 0        | 0     | 0     | 0        | 0           | ----  | 17    | 2.1      | 7        | 2           | 2        | 0     | 1        | 3        | 0     | 0        | 7     | 6        | 23.14    | 3.86    |
| '09計    | CLE      | 5     | 0     | 0     | 0     | 0        | 0     | 0     | 0        | 0           | ----  | 32    | 6.0      | 10       | 2           | 4        | 0     | 1        | 6        | 0     | 0        | 8     | 7        | 10.50    | 2.33    |
| MLB：3年 | MLB：3年 | 38    | 0     | 0     | 0     | 0        | 0     | 1     | 0        | 4           | .000  | 207   | 44.1     | 57       | 10          | 19       | 2     | 2        | 38       | 2     | 1        | 39    | 36       | 7.31     | 1.71    |
| NPB：1年 | NPB：1年 | 20    | 0     | 0     | 0     | 0        | 1     | 2     | 0        | 6           | .333  | 94    | 21.2     | 23       | 2           | 8        | 0     | 0        | 24       | 0     | 0        | 9     | 8        | 3.32     | 1.43    |

### 年度別守備成績
| 年 度 | 球 団  | 投手（P） | 投手（P） | 投手（P） | 投手（P） | 投手（P） | 投手（P） |
| 年 度 | 球 団  | 試 合     | 刺 殺     | 補 殺     | 失 策     | 併 殺     | 守 備 率  |
| ----- | ------ | --------- | --------- | --------- | --------- | --------- | --------- |
| 2006  | BAL    | 7         | 1         | 0         | 0         | 0         | 1.000     |
| 2007  | WSH    | 26        | 2         | 1         | 0         | 0         | 1.000     |
| 2008  | ロッテ | 20        | 2         | 6         | 0         | 1         | 1.000     |
| 2009  | TB     | 2         | 0         | 0         | 0         | 0         | ----      |
| 2009  | CLE    | 3         | 0         | 1         | 0         | 0         | 1.000     |
| '09計 | CLE    | 5         | 0         | 1         | 0         | 0         | 1.000     |
| MLB   | MLB    | 38        | 3         | 2         | 0         | 0         | 1.000     |
| NPB   | NPB    | 20        | 2         | 6         | 0         | 1         | 1.000     |

### 記録
NPB
- 初登板：2008年3月24日、対福岡ソフトバンクホークス1回戦（福岡Yahoo! JAPANドーム）、10回裏に4番手で救援登板、1回1失点（自責点0）
- 初奪三振：同上、10回裏にマイケル・レストビッチから空振り三振
- 初ホールド：2008年3月26日、対福岡ソフトバンクホークス3回戦（福岡Yahoo! JAPANドーム）、8回裏に4番手で救援登板、1回無失点
- 初勝利：2008年3月29日、対オリックス・バファローズ2回戦（千葉マリンスタジアム）、8回表に2番手で救援登板、1回0/3を無失点

### 背番号
- 40 （2006年）
- 63 （2007年）
- 43 （2008年）
- 49 （2009年）
- 59 （2009年）